# 小行星6111
小行星6111（6111 Davemckay）是一颗绕太阳运转的小行星，为主小行星带小行星。该小行星于1979年9月发现。

## 轨道参数
小行星6111的轨道半长轴为2.4513178 UA，离心率为0.200。